# Stadio O Vao
Lo stadio O Vao conosciuto anche come Campo do Vao situato nella cittadina marinara di Coruxo, nella regione spagnola Galizia, al confine col Portogallo, è l'impianto dove disputa le partite casalinghe il Coruxo Fútbol Club. Ha una capienza di 1500 spettatori.